# Антуан де Бурбон
Антуан де Бурбон (фр. Antoine de Bourbon, duc de Vendôme; 22 апреля 1518[…] или 1518, Ла-Фер — 17 ноября 1562[…], Ле-Андели) — герцог де Вандом, глава дома Бурбонов (1537—1562), король Наварры (1555—1562), отец первого французского короля из дома Бурбонов Генриха IV Наваррского.

## Происхождение
Антуан де Бурбон родился в Ла-Фере, Пикардия, Франция, и был сыном Карла IV де Бурбон, герцога Вандомского (2 июня 1489 — 25 марта 1537) и его жены Франсуазы Алансонской (1490 — 14 сентября 1550). Он был старшим братом герцога Энгиенского и Луи де Бурбона, принца Конде.

## Биография
20 октября 1548 года в Мулене Антуан женился на Жанне д’Альбре, дочери Генриха д’Альбре, короля Наварры, и его жены Маргариты Ангулемской. Благодаря этому браку, после смерти тестя в 1555 году, он стал графом Фуа, Бигорра, Арманьяка, Перигора, виконтом Беарна и королём Наварры. Наварра была оккупирована Испанией в 1512 году, и Антуан попытался вернуть её себе.
Герцог никогда не имел настоящих религиозных убеждений и достаточно легко изменял свою конфессиональную принадлежность в зависимости от ситуации. В период мира вернулся к католицизму, что отдалило его от жены. Имел связь с Луизой де ла Беродьер, «красоткой Руэ», которая в 1555 году родила ему сына Карла III де Бурбона (1554—1610), ставшего архиепископом Руанским. Антуан слыл ветреным и ненадёжным человеком. Он часто разочаровывал своих последователей, заигрывая со своими противниками.
Хотя его брат и был главой протестантской фракции, Антуан не имел желания потратить большую часть своей жизни на борьбу с королём Франции. Когда Екатерина Медичи, регентша при своём малолетнем сыне Карле IX Французском, предложила ему в 1561 году должность генерал-лейтенанта королевства, герцог согласился. Когда его жена в 1562 году позволила гугенотам разгромить часовню Вандомов и церкви в городе, он угрожал отправить её в женский монастырь. В результате ей пришлось искать убежища в Беарне.
В том же году он осадил и взял захваченный гугенотами Руан, где и был смертельно ранен 13 ноября 1562 года. Умер недалеко от Андели (Эр).

## Семья и дети
Дети от Жанны д’Альбре:
- Генрих (1551—1553), герцог Бомон
- Анри де Бурбон (1553—1610), впоследствии король Наварры (1572—1610) под именем Генриха III, затем король Франции (1589—1610) под именем Генриха IV
- Людовик (1555—1557), граф Марль
- Мадлен (1556)
- Екатерина де Бурбон (1559—1604), герцогиня д’Альбре, графиня д’Арманьяк и де Родез; в браке с Генрихом II Добрым, герцогом Лотарингии.

Дети от Луизы де ла Беродьер:
- Шарль (1554—1610), архиепископ Руанский

## В культуре
- Бен Алдридж исполнил роль Антуана Бурбона в телесериале «Царство», США, 2013-2016 гг.
- Николас Бернс исполнил роль Антуана Бурбона в телесериале «Королева змей», США, 2022 г.
- Антуан Бурбон является второстепенным героем романа Александра Дюма-отца «Две Дианы» (1847).
- Персонаж романа Генриха Манна «Молодые годы короля Генриха IV».